# Moverare
Moverare är ursprungligen en gruvarbetarsläkt som var verksam vid Falu koppargruva i Dalarna och senare vid Huså bruk och anslutna koppargruvor i västra Jämtland. Släktens ursprung är inte känt men släktnamnet återfinns i Falu stad redan under 1600-talet.